# Masarykova-kolonie voor bankfunctionarissen
"Masarykova-kolonie voor bankfunctionarissen" was de officiële naam van het woonblok, dat in 1931 in Košice aan de Letná-straat (Staré Mesto) werd gebouwd.

## Bijzonderheden van het gebouw
Het huizenblok met een gelijkvloers en twee bijkomende verdiepingen bestond uit een middendeel en twee zijvleugels. Het werd gebouwd door een samenwerkingsverband waarin 48 families van Tsjechische, Slowaakse en Hongaarse bankambtenaren waren verenigd.
De betrokkenen behoorden geenszins tot de minder begoede klasse, maar kozen desondanks te leven met een aantal collectieve aspecten. De architect, Josef Polášek (°1899 - †1946) uit Brno, publiceerde over zijn project en verwees daarbij naar samenlevingsvormen zoals een pension of een gemeenschapstehuis in Nederland, Duitsland en de landen van de Sovjet-Unie. Daarbij werden de voordelen van collectief koken, verzorging van maaltijden, dienstverlening, kinderopvang en sociaal leven in de verf gezet.

## Blok-architectuur

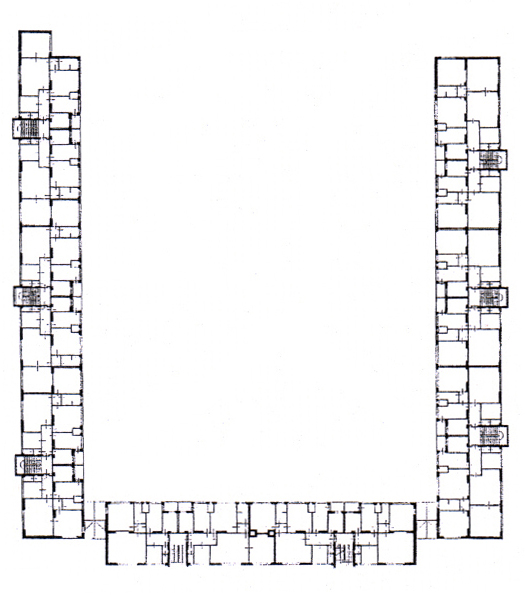
Plattegrond van het U-vormige gebouw.

De kolonie bestaat uit een vrijstaand woningenblok, gebouwd in de functionalistische stijl. De drie afzonderlijke maar toch aaneengesloten delen zijn gerangschikt in de vorm van een hoofdletter U. Boven het niveau van de woonverdiepingen bevindt zich een bijkomende dakverdieping, waar plaatsen met wasmachines waren ingericht. Het blok omvat appartementen met één, twee, drie of vier kamers, voor in totaal 48 gezinnen. 
De flats zijn rationeel ingedeeld. Er zijn slechts drie soorten ramen, twee soorten deuren en drie soorten standaard kleerkasten. De appartementen hebben een aantal collectieve voorzieningen, zoals verwarming, koud- en warm water en een gezamenlijke wasserette. Op de binnenplaats van het blok was een speeltuin voor kinderen evenals een tuin met een zwembad voor de bewoners. Oorspronkelijk werd op de dakterrassen ook groen aangeplant.
De architect vermeed ingewikkelde plattegronden en zodoende werd de architectuur van de kolonie gekenmerkt door een orthogonale opbouw, verlevendigd door trappenhuizen met een in hoofdzaak glazen buitenwand.

## Niveau van het concept
Het complex was uitgerust met gasvoorziening, centrale stoomverwarming en twee wasserijen. Een kippenhok was ingericht in de stookruimte.
Huishoudsters en betalende huurders woonden in de eenkamerappartementen die gesitueerd waren in de kelderverdieping.
In zijn bekommernis voor de collectieve aspecten van het complex schonk architect Josef Polášek ook aandacht aan een elegante en functionele uitstraling van het gebouw: evenwichtige proporties voor de ramen, grotere ramen en grote glazen delen voor de trappenhuizen, evenals doorgangen tussen de individuele vleugels.
De totstandkoming van de kolonie was een succes en leidde achteraf tot de bouw van een soortgelijk huisvestingssysteem voor 60 bijkomende gezinnen.
De Masarykova-kolonie werd op 13 februari 1981 opgenomen in de lijst van de culturele monumenten van de Slowaakse Republiek.

## Illustraties

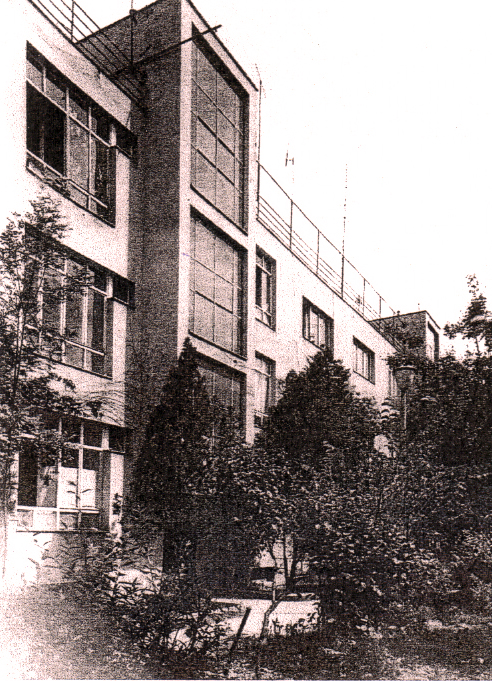
De trappenhuizen hebben een in hoofdzaak glazen buitenwand.
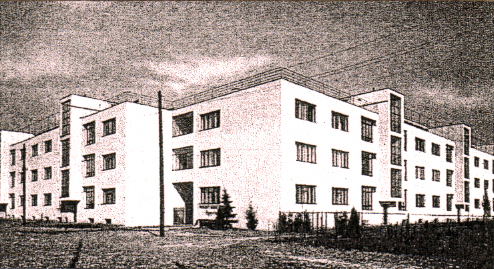
Het U-vormige gebouw ligt ingesloten tussen de Letná ulica en de Jesenná ulica.
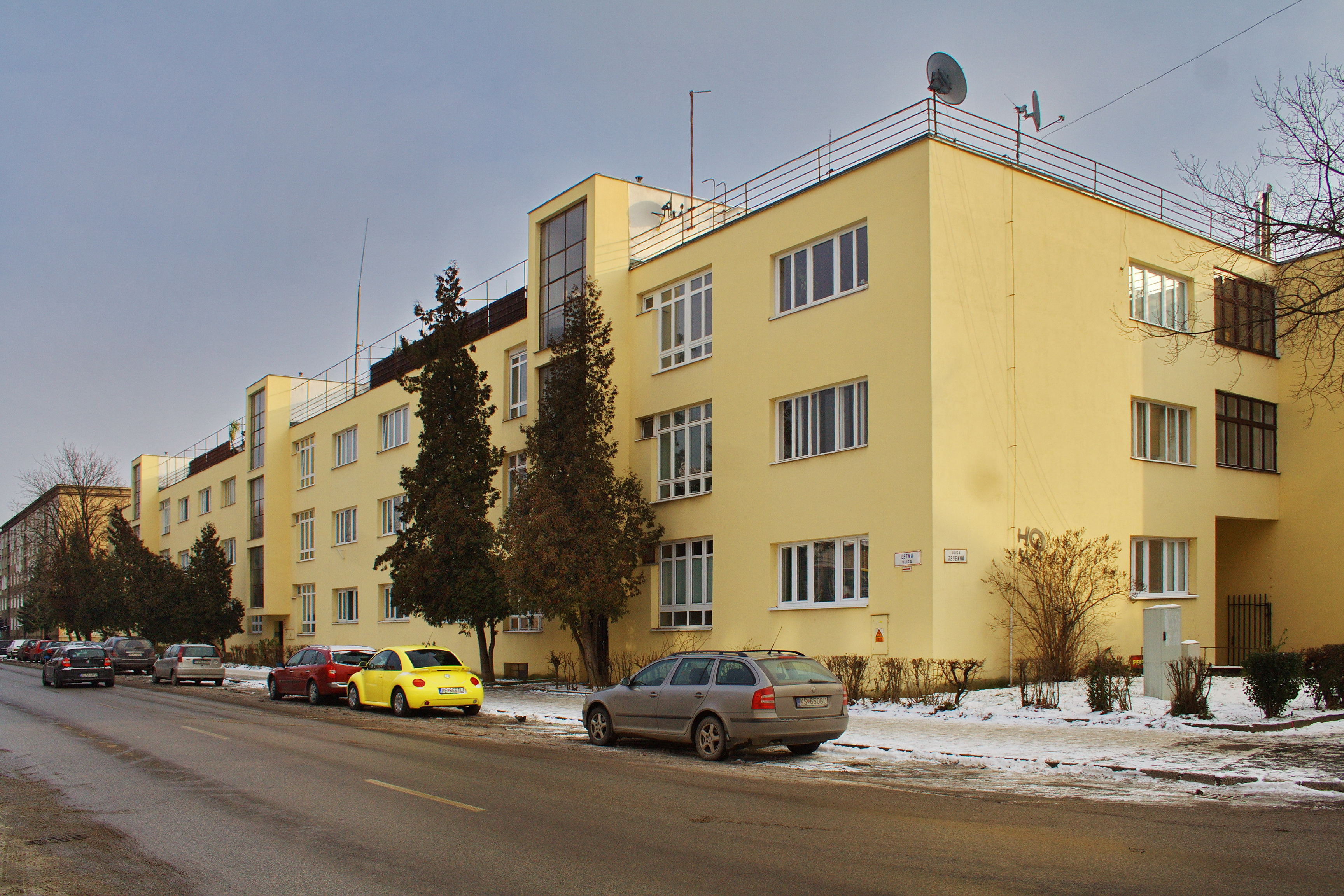
Zicht op de kolonie in de Letná ulica.